# Vipera shemakhensis
Vipera shemakhensis este o specie veninoasă de viperă. 

## Răspândire geografică
Specia este endemică în nord-estul Azerbaidjanului. 

## Etimologie
Denumirea specifică (shemakhensis) provine de la Șamahî, locul descoperirii sale. 